# Berłóweczka frędzelkowana

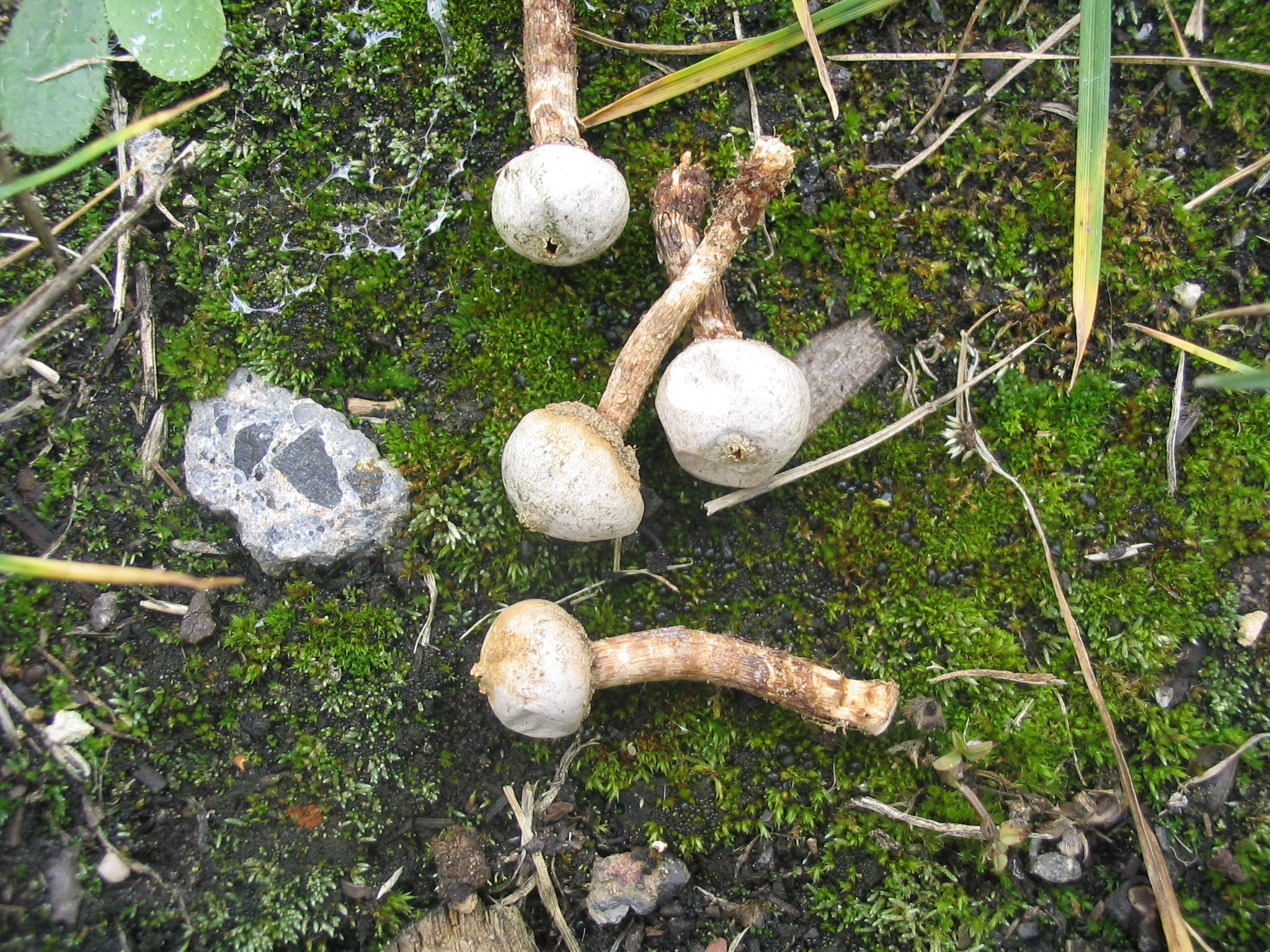

Berłóweczka frędzelkowana (Tulostoma fimbriatum Fr.) – gatunek grzybów z rodziny pieczarkowatych (Agaricaceae).

## Systematyka i nazewnictwo
Pozycja w klasyfikacji według Index Fungorum: Tulostoma, Agaricaceae, Agaricales, Agaricomycetidae, Agaricomycetes, Agaricomycotina, Basidiomycota, Fungi.
Synonimy łacińskie:
- Tulostoma brumale var. fimbriatum (Fr.) Quél. 1890
- Tulostoma campestre Morgan 1889
- Tulostoma fimbriatum Fr. 1829 f. fimbriatum
- Tulostoma fimbriatum var. campestre (Morgan) G. Moreno 1980
- Tulostoma fimbriatum Fr. 1829 var. fimbriatum
- Tulostoma fimbriatum var. heterosporum J.E. Wright 1987
- Tulostoma granulosum var. campestre (J.B. Morgan) J.E. Wright 1972

Nazwę polską podał Władysław Wojewoda w 2003 r., wcześniej w polskim piśmiennictwie mykologicznym gatunek ten opisywany był jako pałeczka frędzelkowana. 

## Morfologia
Kapelusz
Do 1,5 cm średnicy. Osłona zewnętrzna jest nietrwała i szybko odpada. Wewnętrzna cienka, papierowa, matowa, barwy brudnoszarej. Otwiera się na szczycie ujściem o nierównych, porozrywanych, frędzelkowatych brzegach. 
Trzon
Od 2 do 5 cm długi, 0,3-0,5 cm gruby. Prosty, zagłębiony w podłożu. Początkowo białawy, później ochrowobrązowy do kasztanowego. Gładki lub pokryty delikatnymi łuseczkami mniej lub bardziej przylegającymi do trzonu. 
Zarodniki
Kuliste, żółtawe, gęsto brodawkowate, o rozmiarach 4,5-6,5(8) µm. 

## Występowanie i siedlisko
Gatunek rzadki. W Polsce ma status E – gatunek wymierający. Znajduje się na listach gatunków zagrożonych także w Niemczech, Austrii, Belgii, Czechach, Danii, Estonii, Norwegii, Holandii, Szwecji, Słowacji. 
W Polsce był gatunkiem ściśle chronionym, od 9 października 2014 r. został wykreślony z listy gatunków grzybów chronionych.
Rośnie od stycznia do grudnia, owocniki tworzy głównie jesienią. Rośnie pojedynczo lub w grupach w miejscach suchych, piaszczystych, zwykle poza lasem lub na polanach, na glebach piaszczystych z pewną zawartością wapnia (rzadka). 

## Gatunki podobne
Berłóweczkę frędzelkowaną można pomylić z niejadalną berłóweczką zimową (Tulostoma brumale), u której ujście jest rurkowate. Porównaj również z Bovista pusilla.